# Ao Mestre com Carinho (canção gravada por Eliana)
"Ao Mestre com Carinho" é uma canção gravada pelo grupo Os Abelhudos em 1989 no álbum Os Caçadores de Aventura. A canção é uma adaptação da música "To Sir, with Love" da cantora britânica Lulu, feita para o filme de mesmo nome.
A canção ficou mais conhecida na voz da apresentadora Eliana, que gravou a canção inicialmente em 2002 em seu décimo álbum de estúdio É Dez e regravou em 2012 para a trilha-sonora da telenovela Carrossel.   É tema da professora Helena, interpretada por Rosanne Mulholland.